# Georges-Charles de Heeckeren d'Anthès

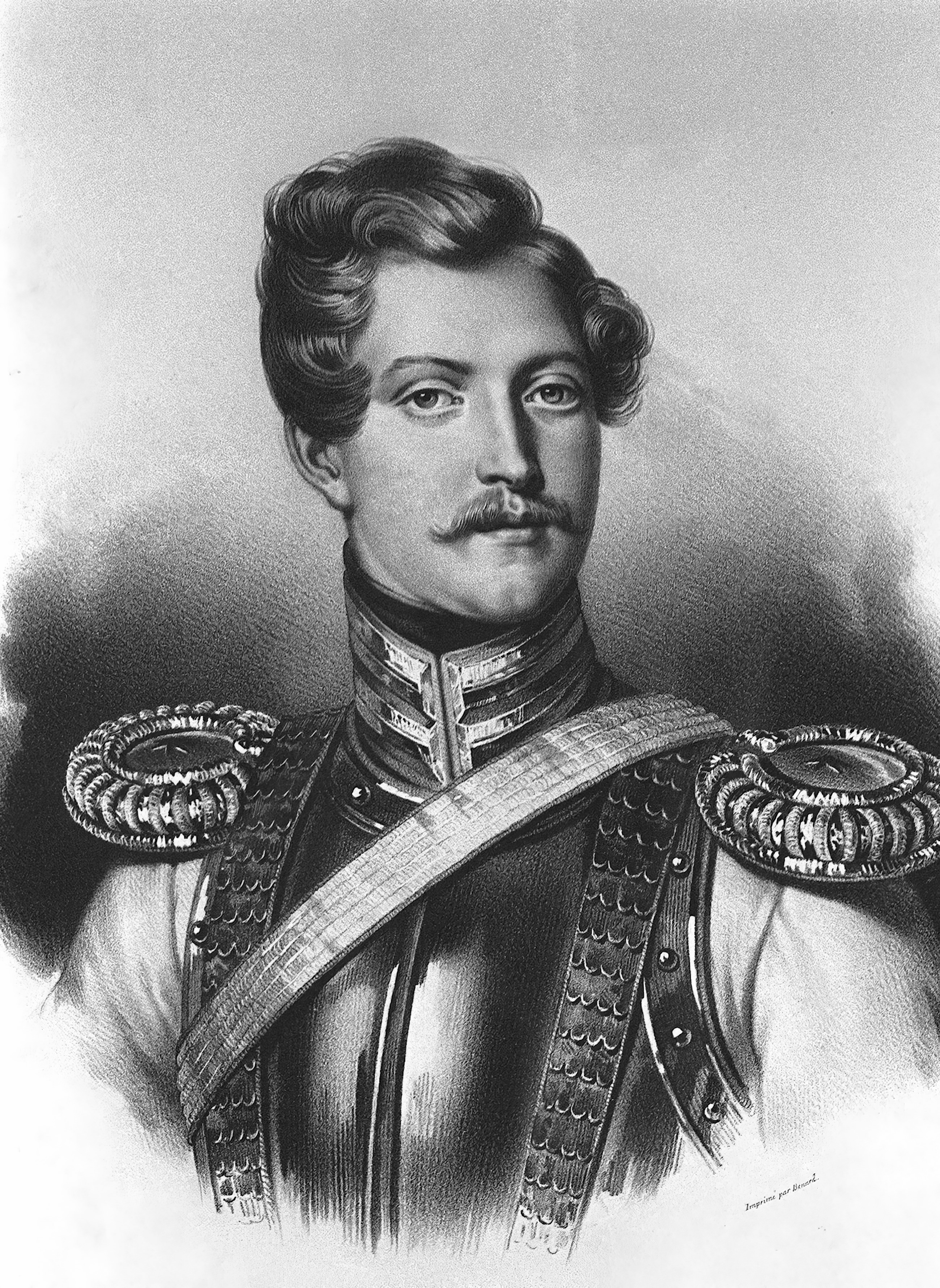
Georges-Charles d'Anthès, later baron de Heeckeren, 30 jaar

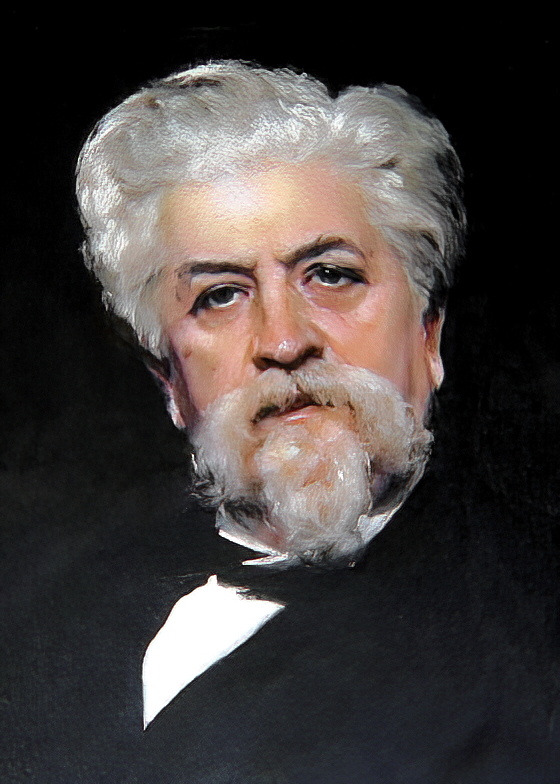
Georges de Heeckeren d'Anthès, ca. 1878

Georges-Charles baron de Heeckeren d'Anthès (Colmar, 5 februari 1812 - Soultz-Haut-Rhin, 2 november 1895) was een Frans legerofficier in Russische dienst en senator van het Tweede Franse Keizerrijk. Hij is echter vooral bekend door zijn duel met de Russische dichter Aleksandr Poesjkin, die hij dodelijk verwondde.

## Vroege jaren
D'Anthès was lid van de sinds 1731 adellijke familie d'Anthès uit Soultz in de Elzas. Zijn vader, Joseph Conrad Alexandre d'Anthès (1773-1852), landeigenaar in de Elzas, maakte deel uit van de militairen die op order van de markies van Bouillé op 20 en 21 juni 1791 de ontsnapping van Lodewijk XVI ondersteunden, en was hierdoor gedwongen het land te verlaten. Hij keerde echter terug naar Frankrijk en trouwde in 1806 Marie-Anna-Louise Gräfin von Hatzfeld (1784-1832), nicht van Frans Ludwig van Hatzfeld. Zij kregen zes kinderen. Georges-Charles was het derde kind na twee meisjes, en dus de oudste zoon. Hem lag een militaire carrière in het verschiet. Zijn vader was later gemeenteraadslid van Soultz en lid van de Chambre des Députés.
Zijn eerste studie genoot hij in zijn familiestreek in de Elzas, aan het Collège de la Chapelle in Rougemont, in de Haut-Rhin. Vervolgens studeerde hij aan aan het Lycée Bourbon in Parijs waarna hij koos voor een militaire carrière.

### Adeldom
Zijn betovergrootvader, Henry Anthès (1670-1733), werd in december 1731 door Lodewijk XV bij patentbrieven geadeld, en behoort daarom niet tot de oude Franse adel maar is ongetiteld verheven in de adelstand, als ecuyer. Bij Koninklijk Besluit van 5 mei 1836 werd 'Georges-Charles  baron van Anthès' tot Nederlander genaturaliseerd en ingelijfd in de Nederlandse adel. Het is onduidelijk waar deze titel op gebaseerd is.

## Militaire carrière
Na tevergeefs zich te hebben aangemeld voor het korps van Karel X werd hij in 1829 toegelaten tot de militaire academie in Saint-Cyr. Ten tijde van de revolutie van juli 1830 ondersteunden de korpsen van de academie Karel X in Parijs, en toen deze werd verbannen weigerde d'Anthès, die trouw bleef aan zijn overtuigingen, te dienen in de Julimonarchie. Alhoewel officier in het leger nam hij ontslag, en na een kort verblijf in Vendée ging hij terug naar zijn vader in de Elzas.
Zijn moeder overleed in 1832. Hij besloot daarna in buitenlandse dienst te treden, nadat hij de Militaire School van Saint-Cyr had gevolgd. Dankzij familierelaties hoopte hij op een plaats in een regiment in Pruisen, maar hij kreeg geen officiersaanstelling aangeboden. Dankzij de ondersteuning van de Franse overheid en met de autorisatie om in het buitenland te werken zonder zijn nationaliteit te hoeven opgeven, vertrok hij naar Sint-Petersburg. Daar moest hij, ondanks de bescherming van de prins van Hatzfeld en generaal Adlerberg, de volledige opleiding volgen en examens afleggen. Daardoor kreeg hij uiteindelijk een aanstelling tot kornet in de cavalerie van Charlotte van Pruisen, waarmee hij in het Russische leger terechtkwam.

## Van Heeckeren
De allianties van zijn familie, zowel in Duitsland als in Rusland, en zijn knappe voorkomen zorgden ervoor dat hij een graag geziene gast was in Sint-Petersburg. Daar leerde hij Jacob van Heeckeren kennen, buitengewoon gezant en gevolmachtigd minister van Nederland in Rusland. Van Heeckeren was lid van een oude Nederlandse protestante adellijke familie, en begon zijn carrière in de marine. Zijn eerste post was in Toulon, en hij was later in dienst van Napoleon. Hij kreeg de titel van baron van het Eerste Franse Keizerrijk in 1813, en hij bekeerde zich tot het katholicisme.
Na een aantal brieven en een bezoek aan Joseph Conrad d'Anthès, vader van George, stelde hij voor om diens zoon te adopteren zodat hij de naam en het bezit zou erven. De oude D'Anthès nam het aanbod aan en Georges noemde zichzelf Georges-Charles de Heeckeren d'Anthès, na toestemming van koning Willem I, in een brief van 5 mei 1836. Tot een officiële adoptie naar Nederlands recht is het echter nooit gekomen.
Sommige schrijvers suggereren dat de relatie tussen Jacob en Georges wellicht meer was dan alleen die van adoptief vader-zoon.

## Poesjkin en het duel

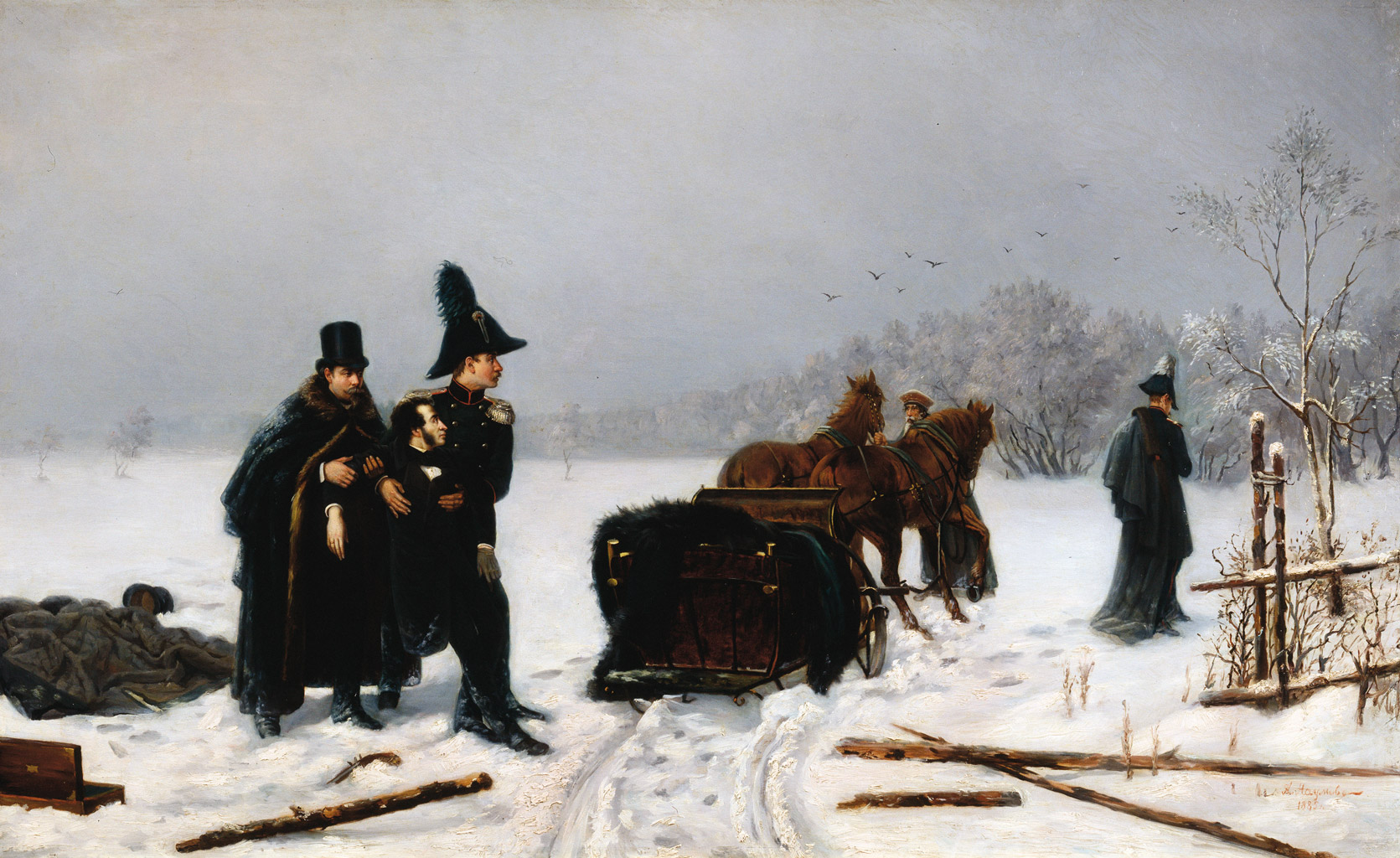
Geromantiseerde voorstelling duel Poesjkin en d'Anthes (Naumov,1850)

Ook leerde hij de beroemde dichter en toneelschrijver Aleksandr Poesjkin, en zijn vrouw Natalja Nikolajevna Gontsjarova kennen. Poesjkins vrouw hield ervan met haar schoonheid te koketteren en het duurde niet lang voordat d'Anthès haar in het openbaar zijn liefde betuigde, tot grote ergernis van Poesjkin. In januari 1837 trouwde d'Anthès Natalia's zuster Ekaterina, maar dit bleek niet voldoende om de gemoederen van de twee zwagers te bekoelen en er deden brieven de ronde met aantijgingen aan het adres van zowel Poesjkin als van d'Anthès en Poesjkin schreef een hoogst beledigende brief aan d'Anthès. De gemoederen liepen hoog op en er werd besloten, dat een duel de enige oplossing was.
D'Anthès koos pistolen en op 8 februari 1837 (of op 27 januari 1837 volgens de juliaanse kalender, toen in gebruik in Rusland), 's avonds, vond het duel tussen de twee zwagers plaats. D'Anthès vuurde eerst en raakte de dichter in de buik en Poesjkin, die al vaker had geduelleerd, raakte d'Anthès in de arm. Poesjkin overleed twee dagen later aan zijn verwondingen.
Na de dood van Poesjkin werd d'Anthès gevangengezet in Sint Petersburg in afwachting van een rechtszaak, waarin de onschuld van Natalia en de waarachtigheid van zijn gevoelens bewezen zouden moeten worden. Tsaar Nicolaas I van Rusland woog in zijn beslissing ook de door Poesjkin geschreven beledigingen mee en besloot d'Anthès gratie te verlenen. Hij werd wel uit Rusland verbannen en werd door een militaire eenheid tot aan de grens gebracht. Zijn vrouw Ekaterina, die nooit aan hem had getwijfeld, voegde zich aan zijn zijde in Berlijn.

## Politieke carrière

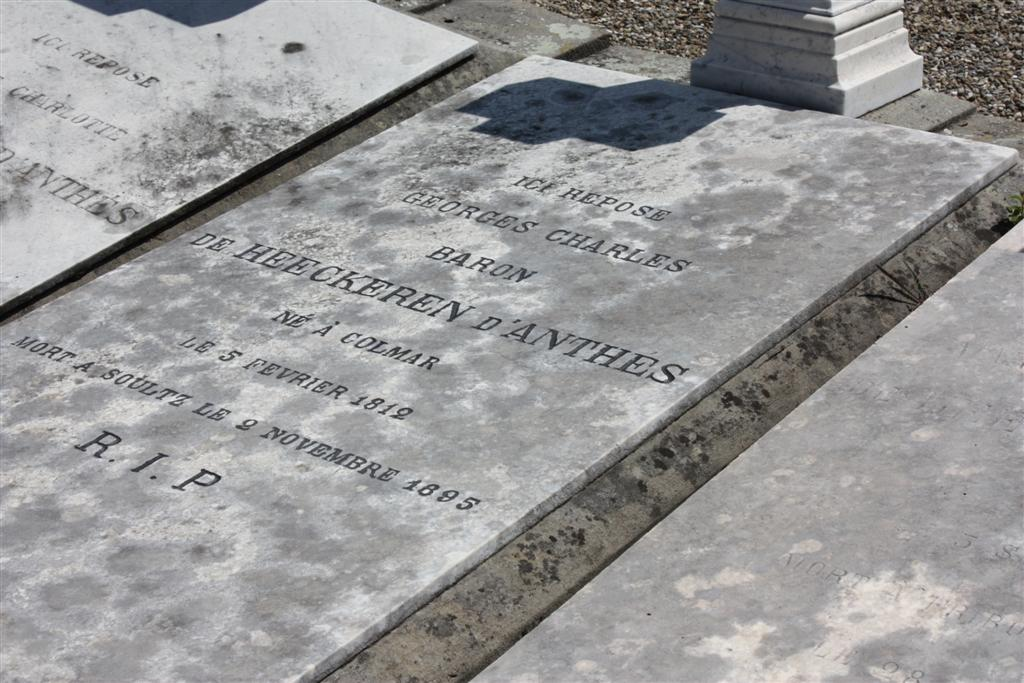
Grafsteen van Georges-Charles de Heeckeren d'Anthès

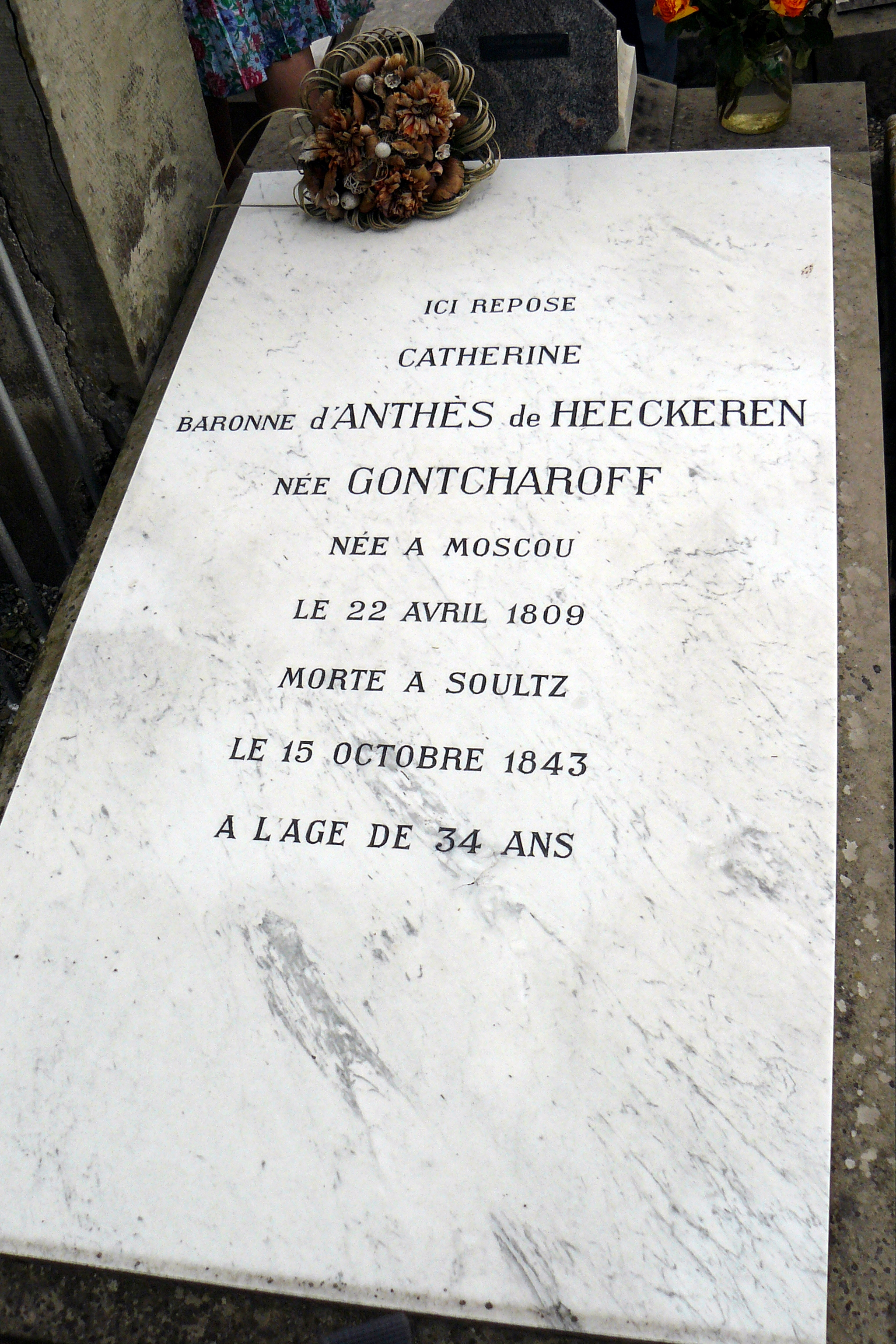
Grafsteen Catherine Gontcharoff

Hij keerde terug naar Frankrijk, waar hij in het huis van zijn familie ging wonen in Haut-Rhin. Hij nam de titel van "Generaal". Zijn vrouw gaf hem drie dochters, en overleed tijdens de geboorte van hun enige zoon op 15 oktober 1843.
In 1846 stelde hij zich verkiesbaar voor parlement tegenover Marie-Philippe-Aimé de Golbéry. Hij verloor, maar was vervolgens een groot tegenstander van de regering van Lodewijk Filips I. Na de februarirevolutie van 1848 won hij een zetel in de Assemblée Constituante. Hij werkte voor Buitenlandse Zaken, en was erg rechts in zijn overtuigingen.
Hij was een van de eersten die zich uitspraken voor de politieke ideeën van Karel Lodewijk-Napoleon Bonaparte, en hij werd herkozen in zijn positie in 1849. Zijn houding tegenover de republikeinse instituten werd echter steeds vijandiger.
Het jaar erna werd hij, ondanks zijn verleden, op missie gestuurd naar Rusland, waarbij hij de stemming van tsaar Nicolaas I moest peilen, voor het geval Napoleon de keizer werd. Na terugkomst kreeg hij per decreet van 27 maart 1852 een zetel in de Senaat toegewezen. Ook hier liet hij zijn aanwezigheid merken, en was een van de meer enthousiaste rechtse politici. Hij bewaakte met veel energie de rechten van de paus en de kerk, en deed de keizer geen enkele concessie.
Hij werd op 12 augustus 1863 benoemd tot Officier in het Franse Legioen van Eer, en in 1868 werd hij bevorderd tot Commandeur in dezelfde orde. Na de revolutie van 4 september 1870, die het einde betekende voor het Tweede Franse Keizerrijk, trok hij zich terug uit de politiek en leidde daarna een leven buiten de schijnwerpers.
Hij overleed in het familiehuis in Soultz, omringd door zijn kinderen en kleinkinderen. Hij is de stamvader van het in 1836 in de Nederlandse adel ingelijfde adellijke geslacht De Heeckeren d'Anthès.

## Huwelijk en gezin
Georges-Charles d'Anthès huwde met Catherine (Jekatarina) Gontsjarova (1809-1843), de schoonzus van Aleksandr Poesjkin. Het huwelijk werd in twee kerken in Sint Petersburg voltrokken, op 10 januari 1837 in de Russisch-orthodoxe Izaäkkathedraal en enkele weken later in de rooms-katholieke Basiliek van Sint-Catharina van Alexandrië. Een van de getuigen was Jacob Derk Borchard Anne baron van Heeckeren. Uit het huwelijk werden vier kinderen geboren, drie dochters en een zoon. Alle kinderen zijn geboren in Soultz.
- Mathilde Eugénie (19 oktober 1837 - 29 januari 1893), huwde met Jean-Louis Metman, commandant van het Legioen van Eer
- Berthe Joséphine (5 april 1839 - 17 april 1908), huwde met Edward Graaf Vandal (1813-1889), commandant van het Legioen van Eer
- Leonie Charlotte (3 april 1840 - 30 juni 1888), bleef ongehuwd
- Louis Joseph Georges Charles Maurice (22 september 1843 - 27 september 1902), gehuwd met barones geboren Schauenbourg

Catharina overleed enkele weken na de geboorte van haar zoon, op 15 oktober 1843, aan zwangerschapskoorts. Zij werd begraven in het familiegraaf van de d'Anthès' te Soultz.

## Familieportretten

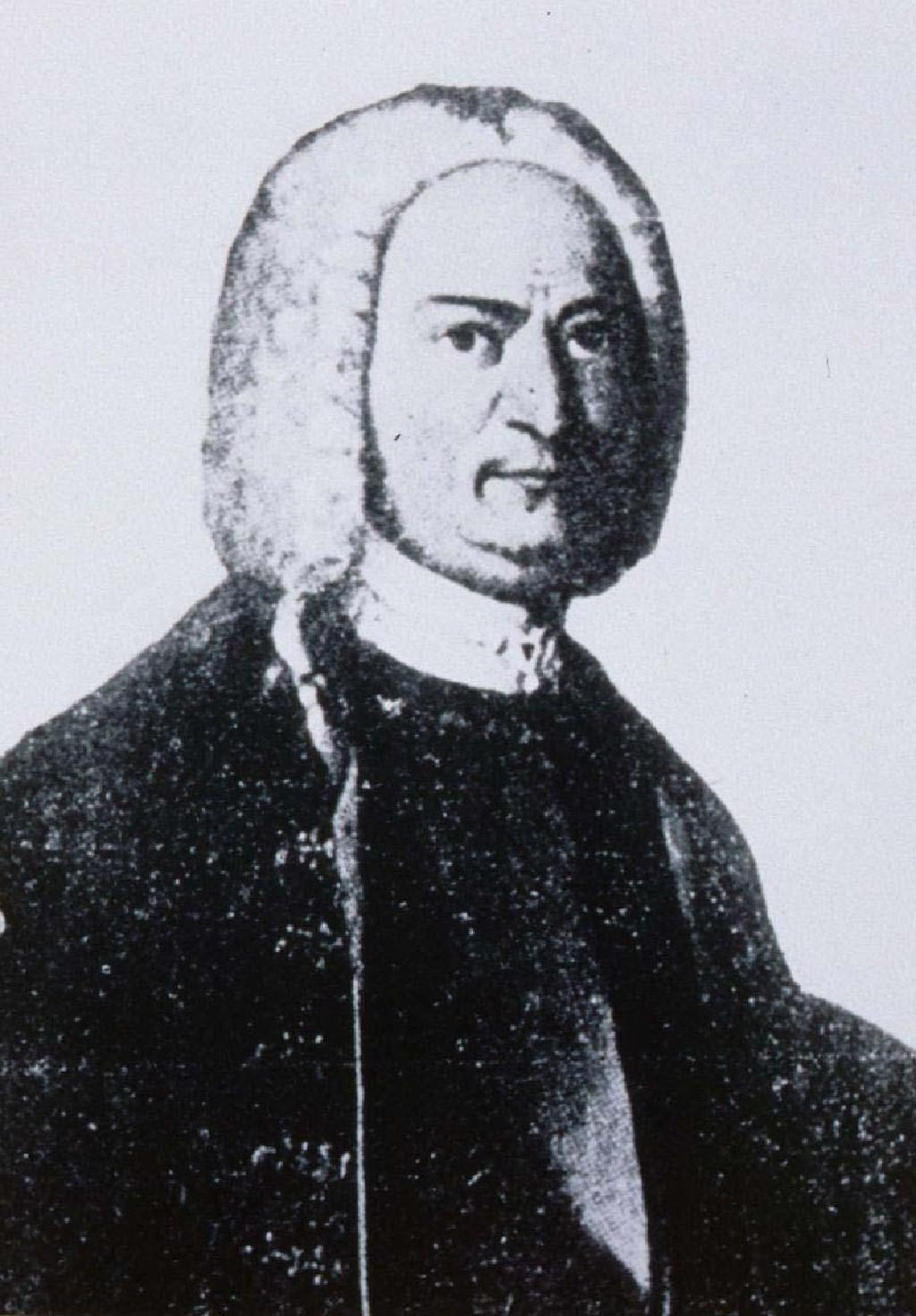
Zijn betovergrootvader Henri d'Anthes (1670-1733)
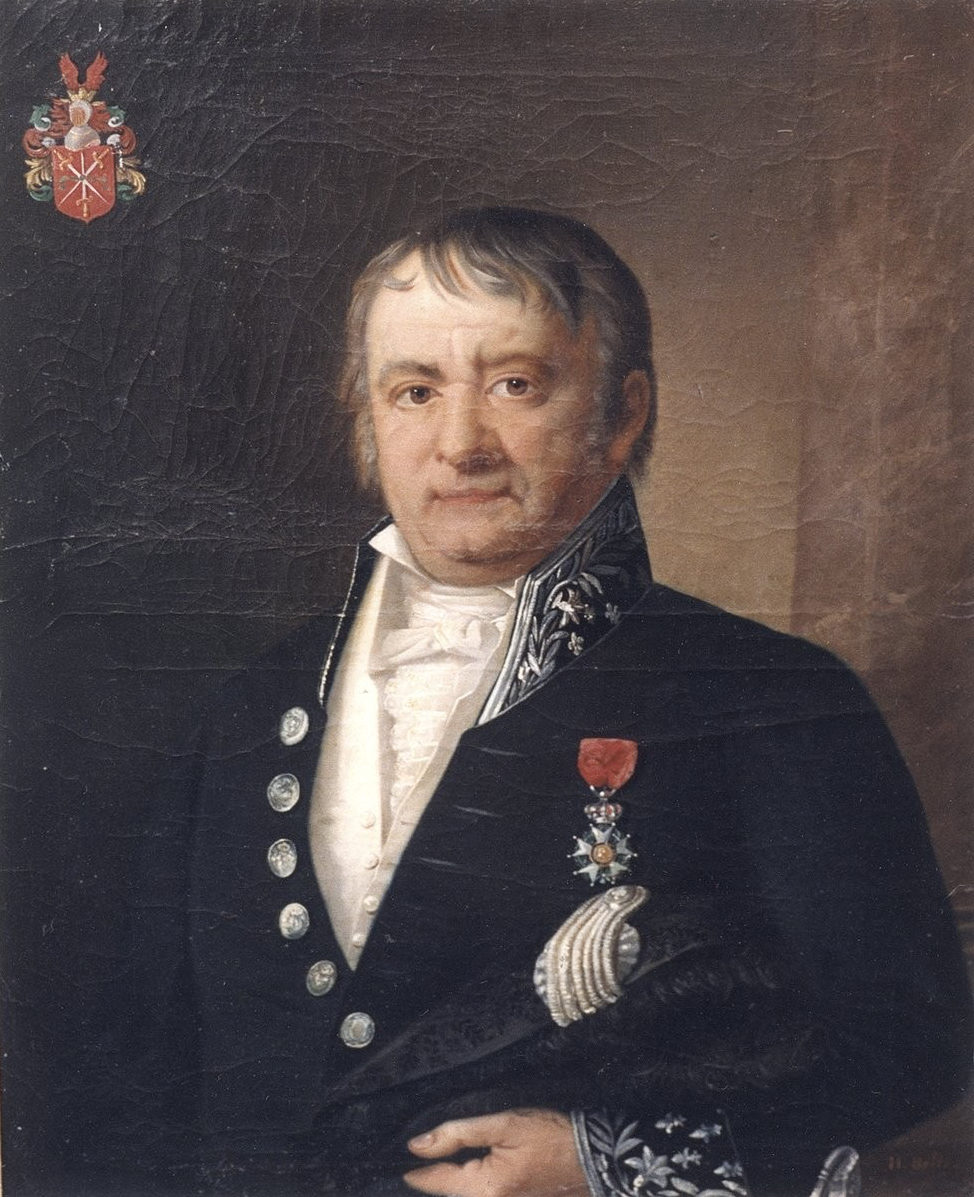
Zijn vader Joseph-Conrad d’Anthès (1773-1852)
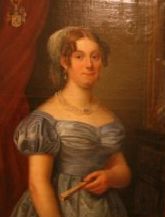
Zijn moeder, Marie-Anne von Hatzfeld (1784-1832)
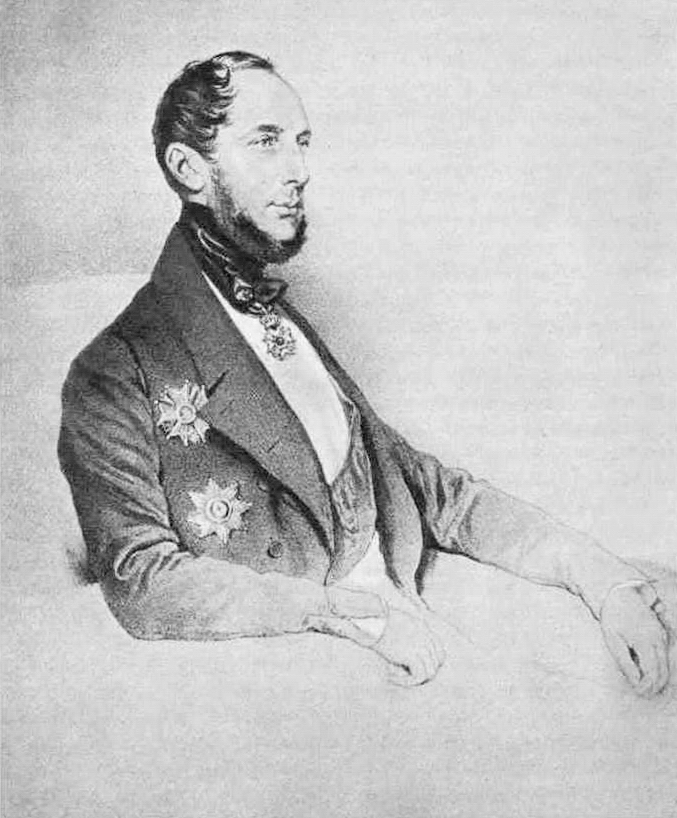
Zijn 'pleegvader' Jacob van Heeckeren (1792-1884)
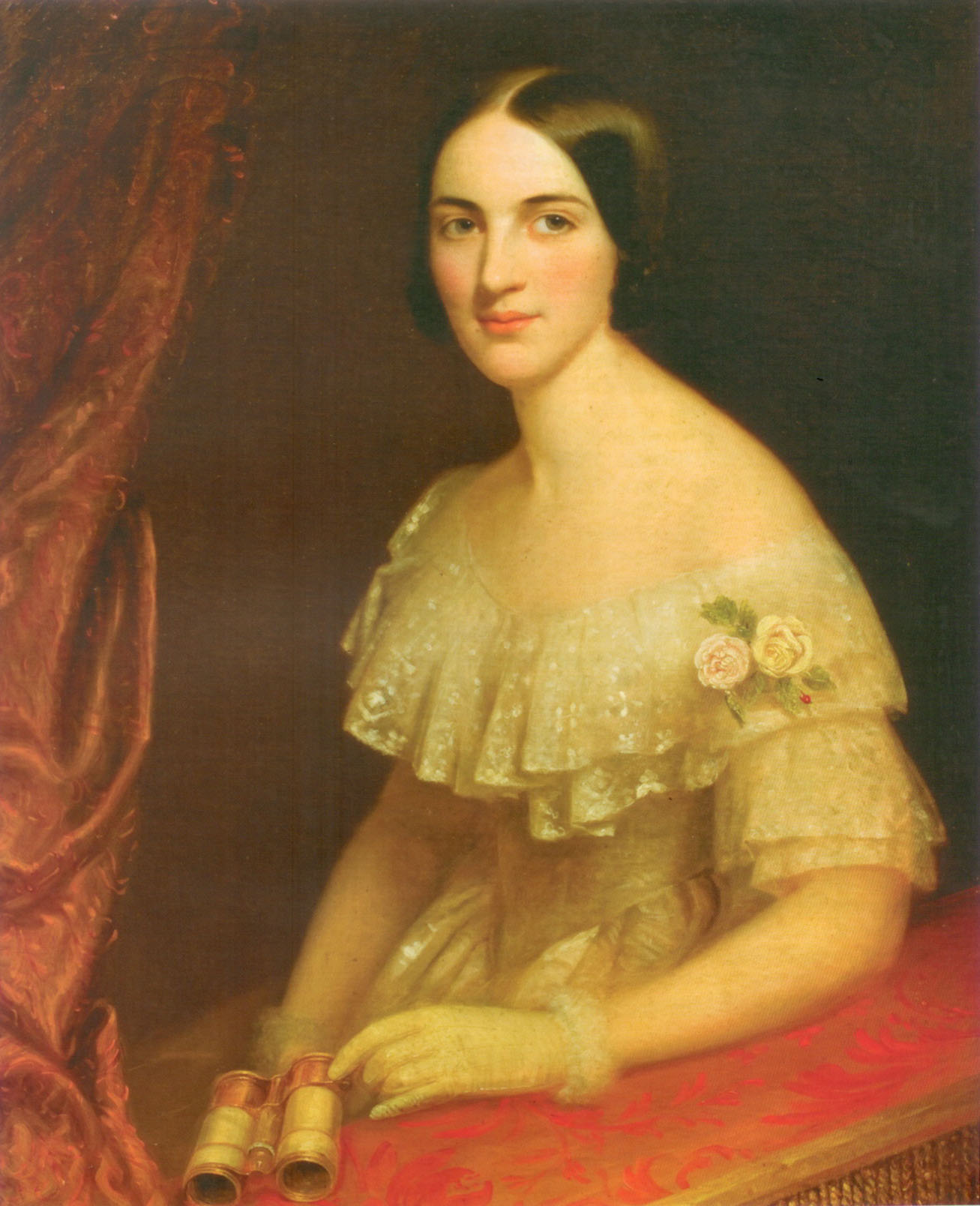
Zijn echtgenote Catharine Goncharova (1809-1843)
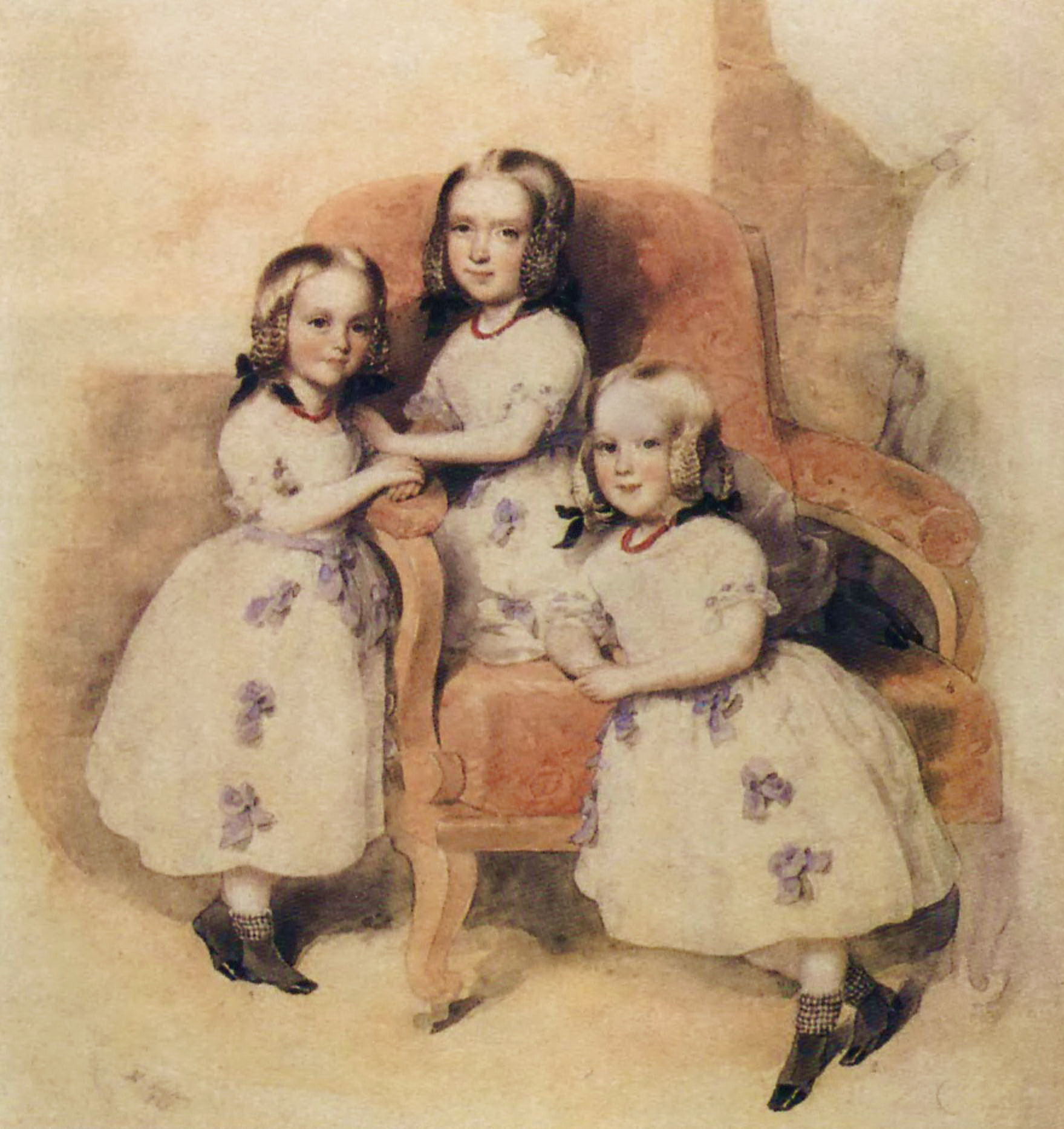
Zijn drie dochters Mathilde, Berthe en Leonie

- Bibliothèque nationale de France: cb16754857c (data)
- Gemeinsame Normdatei: 119140993
- International Standard Name Identifier: 0000 0000 7077 0984
- Library of Congress Control Number: nr88000475
- Nationale Bibliotheek van Letland: 000243542
- Base Léonore: LH//41/78
- Nationale Bibliotheek van Tsjechië: xx0094765
- Nationale Bibliotheek van Israël: 987007306646605171
- Nederlandse Thesaurus van Auteursnamen: 185506232
- LIBRIS: 354798
- Système universitaire de documentation: 080666140
- Virtual International Authority File: 97105665
- WorldCat: E39PBJy4hKgtCKM3VQj4QTWVYP